# شراشير داروين

شراشير داروين (بالإنجليزية: Darwin's finches)‏ (تعرف أيضًا بشراشير غالاباغوس (بالإنجليزية: Galápagos finches)‏)، هي مجموعة من حوالي خمسة عشر نوعا من الطيور الجواثم وتصنف كثيرا كافصيلة جيوسبيزيان أو عشيرة جيوسبيزيني ولم يتضح بعد إلى أي فصيلة تنتمي هذه الطيور ولكنها في الحقيقة ليست مرتبطة بالشراشير وتم تجميعها لأول مرة بواسطة تشارلز داروين في جزيرة غالاباغوس خلال رحلته الثانية في بيغل وجميعها موجوده فقط في جزيرة غالاغابوس با استثناء شراشير الكوكس من جزيرة كوكوس.
تم تطبيق مبدا شراشير داروين لأول مرة على يد بيرسي لو عام 1936 وتم نشرة بواسطة دايفيد لاك في كتابة شراشير داروين. تتفاوت احجام الطيور من 10 إلى 20 سنتيمتر وتزن ما بين 8 إلى 38 غرام اصغرها الشراشير المغردة وأكبرها الشراشير النباتية أهم الفروق بين أنواعها هو حجم وشكل مناقيرها ومناقيرها عالية التلائم مع مختلف مصادر الأغذية جميع الطيور باهتة اللون.
وثقت دراسة طويلة دامت أكثر من 40 عامًا أُجريت من قِبل الباحثين في جامعة برينستون (بيتر وروزماري جرانت) التغيرات التطورية في حجم المنقار التي تأثرت بدورات النينو والنينا في المحيط الهادئ.

## نظرية داروين
خلال دراسته في رحلة بيغل اتش ام اس لم يكن لدى داروين أي فكرة عن مدى اهمية طيور غالاباغوس لقد تعلم كيفية الحفاظ على عينات الطيور في جامعة ايدن برق والتي كانت حريصة على القنص ولم يكن له أي خبرة في علم الطيور وتتركز هذه المرحلة من الرحلة على علم الأرض.في غالاباغوس ترك معظم الطيور المقنوصة لخادمه سيمز كوفينتجون ومع ذلك هذه الطيور كان لها دور هاما في نشاة نظرية داروين التطويرية بواسطة الاختيار الطبيعي.
و بعد ذلك في جزيرة غالاباغوس فكر داروين في مبدا «محور الاختلاق» ورفض فكرة تحويل الانواع ومن تعليم هنسلو كان مهتم في التوزيع الجغرافي للانواع وخصوصا الروابط بين الانواع على الجزر المحيطية والقارات المجاورة. في جزيرة تشاتام اشار إلى ان الطير المحاكي كان مشابها لتلك التي راها في تشيلي وبعد العثور على نوعا اخر مختلف على جزيرة تشارلز لاحظ بدقة اين قبض على الطيور المحاكية وفي المقابل وجه القليل من الانتباه إلى الشراشير عندما قام بفحص عيناته في طريقة إلى تاهيتي اشار داروين ان كل الطيور المحاكاة على جزيرة تشارلز كانت من فصيلة واحدة والاخرى من البيمارال وتلك من جيمس وجزيرة تشاتام من الفصيلة الثالثة. وفي ابحارهم إلى المنزل قرابة تسعة أشهر بعد ذلك معا ومع حقائق أخرى التي تضمنت ما سمعه من سياح غالاباغوس جعله يتفكر عن مدى استقرار الانواع.
بعد عودته من الرحلة عرض داروين شراشيره على الجمعية الجيولوجيه للندن في اجتماعهم في 4 من جانيوري عام 1837 مع الثديات وعينات الطيور التي قام بجمعها عينات الطيور التي تتضمن الشراشير اعطيت لجون قولد عالم الطيور الإنجليزية الشهير لتحديد اجل قولد عمله وخلال الاجتماع القادم في 10 من جانيوري صرح ان الطيور في جزيرة غالاباغوس التي ظن داروين انها طيور سوداء ومناقيرها خشنه والشراشير التي كانت في الحقيقة سلسلة من شراشير الأرض المميزة من حيث الشكل انها مجموعة جديده كليا وتتضمن 12 نوعا ووصلت هذه القصة لصحف.
وفي ذلك الوقت كان داروين في كامبريج في بداية مارس قابل قولد مجددا ولاول مرة أخذ التصريح الكامل على المكتشفات التي تتضمن فكرة ان «طائر النمنمة» غالاباغوس كان نوع قريب ومتحالف للعصفور الطيور المحاكية التي قام داروين بتصنيفها بواسطة الجزر كانت أنواع مفصلة بدلا من صنف واحد عثر قولد على أنواع أكثر من توقعات داروين واستنتج ان 25 من اصل 26 لطيور الجزر كانت جديدة ومميزة الشكل لم توجد في مكان اخر من العالم ولكن قريبه ومتحالفة لتلك التي وجدت في جنوب قارة أمريكا داروين رأى الآن انه إذا كانت أنواع الشراشير محجوزه في جزر مجزئه كالطيور المحاكية ذلك سيساعد على حساب عدد الانواع في الجزر فقام بالبحث عن المعلومات من الاخرين ليبعثها كما تم جمع العينات بواسطة الكابتن روبيرت فيتزروي ومضيفه هاري فولور وخادم داروين كوفينجتون الذي صنفهم بواسطة الجزر ومن هنا حاول داروين إعادة الموقع حيث جمع عيناته الخاصة النتيجة دعمت فكرته في تحويل الانواع.

## النص من رحلته إلى بيغل
و في الوقت الذي قام باعادة كتابة مذكرته لينشرها كا صحيفه أو ملاحظات (لاحقا رحلة بيغل) قام بوصف استكشاف قولد لعدد من الطيور مشيرا إلى ان «على الرغم من انواعها فهي بالتالي مميزة في ارخبيل وجميعها بشكل عام متقاربة في الشكل والعادات ولون الريش وحتى في نبرة الصوت فهي أمريكية بدقه ففي أول نسخة من رحلة بيغل قال داروين» من اللافت جدا تدريج هيكل مجموعه واحده مقاربه للكمال عن طريق شكل منقارها وتتفاوت بنائن على احجامها فاكبرها ذوات المنقار الخشن با اختلاف بسيط من المغرد.
في 1839 فهم داروين نظريته في الاختيار الطبيعي وفي وقت الطبعة الثانية في 1845 قام داروين بجمع نظريته اضاف الآن في الجملتين الختامية: «رؤية هذا التدرج والتنوع في هيكل صغير الذي يتصل اتصالا وثيقا بمجموعة واحدة من الطيور ويمكن لشخص ان يتخيل قلة بديع هذه الطيور في الارخبيل واخذ نوع واحد وتحويله من اجل غرض اخر».
الطيور البرية المتبقيه تمثل مجموعة منفرده من الطيور تتصل ببعضها البعض في هيكل المناقير وذيول قصيرة والجسم والريش: هنالك ثلاثة عشر نوعا وقد قسمها السيد قولد إلى اربع مجموعات فرعيه جميع هذه الانواع مميزة للارخبيل وكذلك المجموعة با اكملها با استثناء نوع واحد من المجموعة الفرعيه كاكتورنيس التي في الاونة الأخيرة جلبت من جزيرة القوس في الارخبيل المنخفض من كاكتورنيس قد يكون غالبا هذين النوعين بالنظر إلى تسلق اشجار وازهار الصبار الكبيرة ولكن جميع الانواع الأخرى لهذه المجموعة من الشراشير وتمتزج معا كا مجموعات وتتغذى على المناطق المنخفضه الجافة والغير مثمرة من بين جميع الذكور والتي تفوقها بالعدد هي الطيور السوداء والإناث (استثناء ربما واحد أو اثنين) البنية وأهم حقيقه غريبه هي التدرج المثالي في حجم المناقير من الانواع المختلفة لجيوسبيزا واكبرها البلبل الزيتوني (وإذا كان السيد قولد محقا في مجموعته الفرعيه والطيور العنبرية من المجموعة الرئيسية) حتى في المغرده. وأكبر منقار في جيوسبيزا موضح في شكل 1 واصغرها في شكل 3 ولكن بدلا من ان يكون هنالك أنواع وسيطه واحده ومنقار بحجما كما هو في شكل 2 هنالك ما لا يقل عن ستة أنواع من المناقير منقار الطيور العنبريه للمجموعة الفرعية موضح في شكل 4. مناقير الطيور العنبرية تشبه إلى حدا ما طائر زرزور وتلك التي من المجموعة الفرعيه الرابعة كامارهينتشوس كاشطل الببغاء «رؤية هذا التدرج والتنوع في هيكل صغير الذي يتصل اتصالا وثيقا بمجموعة واحدة من الطيور ويمكن لشخص ان يتخيل قلة بديع هذه الطيور في الارخبيل واخذ نوع واحد وتحويله من اجل غرض اخر» بطريقة ما قد تتخيل ان اصل الطير هو الصقر قد تولاها هنا مكتب بوليبوري لتغذية كاريون في القارة الأمريكية.

### النص من أصل الانواع
ناقش داروين اختلاف أنواع الطيور في جزر غالاباغوس بشكل أكثر تفصيلًا في فصله عن التوزيع الجغرافي في كتاب أصل الأنواع:

## تعدد أشكال شراشير داروين
في حين أمضى داروين خمسة أسابيع فقط في غالاباغوس وديفيد لاك ثلاثة أشهر قام بيتر وروزماري غرانت وزملاؤهما برحلات بحثية إلى غالاباغوس لمدة ثلاثين عامًا تقريبًا لدراسة شراشير داروين بشكل خاص. ذكور الشراشير ثنائية النوع في النغمات: حيث تكون النغمات A و B مختلفتين تمامًا. لدى الذكور أصحاب النغمة A مناقير أقصر من الذكور B. يعتبر ذلك اختلاف واضح أيضًا. يمكن للذكور بواسطة هذا المنقار أن يتغذوا بشكل مختلف على نبات الصبير المفضل لديهم. إنّ الذكور ذوي المناقير الطويلة قادرة على حفر ثقوب في فاكهة الصبار وأكل لب الثمرة الذي يحيط بالبذور، في حين أنَّ الذكور ذوي المنقار القصير يمزقون قاعدة الصبار ويأكلون اللب ويرقات الحشرات والشرانق (تأكل الذكور من كلا النوعين الزهور والبراعم). من الواضح أنّ اختلاف الشكل يزيد من فرص التغذية خارج أوقات موسم التكاثر عندما يكون الطعام شحيحًا.
إذا كانت مجموعة الشراشير قابلة للتزاوج العشوائي فإنها تُظهر التعدد الجيني المتوازن بعدة اشكال وليس كما كان يفترض كحالة من أنواع التكاثر الداخلي فقط. يحافظ اختيار تعدد الجيني على زيادة النمط الحياتي للأنواع من خلال توسيع فرص التغذية. لا يمكن توضيح علم الوراثة هنا في حالة غياب برنامج التكاثر المفصل، ولكن يوجد مكانان يعانيان من اختلال التوازن الارتباطي.
يوجد نوع آخر من التعدد الجيني مثير للاهتمام هو مناقير الشراشير الصغيرة، والتي تكون إمّا (وردية) أو (صفراء). جميع أنواع شراشير داروين تظهر هذا التشكل الذي يستمر لمدة شهرين. لا يوجد تفسير معروف لهذه الظاهرة.

## تصنيف الأنواع

### العائلة
وضع علماء تصنيف الأحياء هذه الطيور في عائلة الدُرسات لعدة عقود إلى جانب شراشير العالم الجديد وطيور الدرسة في العالم القديم. ومع ذلك يضع تصنيف سيبلي – آلكويست شراشير داروين مع فصيلة التناجر، تصنف جمعية علم الطيور الأمريكية بحسب قائمة المراجعة الخاصة بها في أمريكا الشمالية شراشير الكوكوس ضمن الدُرسات لكنهم وضعوا علامة نجمية تشير إلى أنَّ التصنيف قد يكون خاطئًا، تصنف أنواع منطقة غالاباغوس بحسب قائمة المراجعة المؤقتة لأمريكا الجنوبية كأصناف غير محددة.

### الأنواع
- فصيلة الجيوسبيزا (شراشير الأرض):
  - شرشور الصبير الإسباني.
  - شرشور الأرض ذو المنقار الحاد.
    - شرشور الخفاش.

  - شرشور الأرض متوسط الحجم.
  - شرشور الأرض صغير الحجم.
  - شرشور الأرض كبير الحجم.
  - شرشور الصبير المنتشر.
- فصيلة الكامارينكوس (شراشير الأشجار):
  - شرشور الأشجار كبير الحجم.
  - شرشور الأشجار متوسط الحجم.
  - شرشور الأشجار صغير الحجم.
  - شرشور نقار الخشب.
  - شرشور أشجار المانغروف.
- فصيلة الدخلة (الشرشور المغرد):
  - شرشور الدخلة الأخضر.
  - شرشور الدخلة الرمادي.
- فصيلة البينارولوكسياس:
  - شرشور جزيرة كوكس.
- فصيلة بلاتيسبيزا:
  - شرشور الخضار.

وصل ذكر شرشور الصبير الإسباني إلى جزيرة دافني ميجور في عام 1981. أنتج تزاوجه مع شراشير جزيرة غالاباغوس المحلية مجموعة جديدة من الشراشير الذين يمكنهم استخدام الأغذية غير المستخدمة سابقًا بسبب حجمها الكبير. لا يتكاثر هذا النوع مع الأنواع الأخرى في الجزيرة لأن الإناث لا يتعرفن على نغمات الذكور الغرباء. تبين الأدلة الوراثية أنه الآن وبعد مرور جيلين يعيش هذا النوع في عزلة تكاثرية كاملة عن الأنواع المحلية الأخرى. ووفقًا للأستاذ ليف أندرسون من جامعة أوبسالا فإن أي عالم تصنيف بيولوجي لا يعرف تاريخ هذا النوع سيعتبره نوعًا مستقلا. [29] [30]

## الأساس الجزيئي لتطور منقار الطيور
وجدت الأبحاث التنموية في عام 2004 أنَّ البروتين الرابع المشكل للعظام (BMP4) وتغيره أثناء التطور سبب اختلاف في حجم المنقار وشكله بين الشراشير. يعمل هذا البروتين في الجنين النامي لتحديد الصفات الهيكلية بما في ذلك شكل المنقار. أظهرت نفس المجموعة أنَّ عملية تطور أشكال مختلفة للمنقار في شراشير داروين تتأثر باختلاف التزامن قليلاً والتموضع لجين يُسمى كالموديولين (CaM). يعمل الكالموديولين بطريقة مشابهة للبروتين الرابع المشكل للعظام BMP4، مما يؤثر على بعض صفات نمو المنقار. يشير الدارسون إلى أنَّ التغيرات في التزامن والتموضع لهذين العاملين هما العوامل المحتملة المسببة لتطور شكل المنقار. كشف تسلسل الجينوم في دراسة حديثة عن 240 كيلو بيس من النمط الفردي يحتوي على جين ALX1 الذي يشكل شيفرة عامل النسخ الذي يؤثر على تطور القحف الوجهي ويرتبط ارتباطًا وثيقًا بتنوع شكل المنقار. وبالإضافة إلى ذلك فإن هذه التغييرات في حجم المنقار غيّرت أيضًا النغمات لدى شراشير داروين.